# يسارية مغالية
ينطوي مصطلح اليسارية المغالية (بالإنجليزية: Ultra-leftism)‏ على استخدامين متداخلين، يشيع أحدهما بين مجموعات الناشطين الماركسيين («اليسار المغالي تاريخيًا» أدناه) كازدراء لأنواع معينة من مواقف أقصى اليسار المتطرفة أو المتشددة. يشير تعريف آخر تاريخيًا إلى تيار معين من الشيوعية الماركسية، تنبذ الشيوعية الدولية فيه الأحزاب الديمقراطية الاشتراكية (وجميع التجمعات التقدمية الأخرى خارج الحزب الشيوعي).[بحاجة لمصدر] يستخدم الماركسيون اليسارية المغالية غالبًا لازدراء الاشتراكيين والشيوعيين واللاسلطويين داخل أحزاب اليسار المتطرف ممن يدافعون عن استراتيجيات قد يعتبرها بعض الماركسيين لا تراعي الوعي السياسي الحالي أو العواقب طويلة المدى التي قد تنجم عن اتباع مسار مقترح.
برزت اليسارية المغالية داخل وخارج الشيوعية الدولية في الفترات التي اتبعت فيها الكتل السياسية كلًا من الشيوعية المجالسية والشيوعية اليسارية.

## اليسارية المغالية داخل الحركة الماركسية
يُستخدم مصطلح اليسارية المغالية بصورة ازدرائية للإشارة إلى المواقف التي يتم تبنيها دون مراعاة الوضع الحالي أو العواقب التي قد تنتج عن اتباع مسار مقترح. يُستخدم أيضًا لانتقاد المواقف اليسارية التي تُعتبر أنها تبالغ في سرعة تطور الأحداث، أو تقترح مبادرات تبالغ في تقدير المستوى الحالي للنزعة القتالية، أو التي يتضمن نشاطها دعوات إلى العنف.
بدأ النقد الماركسي الأبرز لمثل هذه المواقف مع كتاب فلاديمير لينين بعنوان الشيوعية اليسارية: مرض طفولي، والذي انتقد مواقف (مثل أنتون بانكويك أو سيلفيا بانكهيرست) الشيوعية الدولية الناشئة التي وقفت ضد التعاون مع الاشتراكيين البرلمانيين أو الإصلاحيين. وصف لينين اليسارية المغالية بسياسة النقاء -«التكرار العقائدي لحقائق الشيوعية البحتة». عادة ما استخدم اللينينيون المصطلح ضد منافسيهم اليساريين: «كتبت بيتي رايد من الحزب الشيوعي في كتيب عام 1969 حمل عنوان اليسارية المغالية في بريطانيا أن الحزب الشيوعي في بريطانيا لم يقدم «مطالب حصرية ليكون القوة اليسارية الوحيدة»، بل عمد إلى رفض المجموعات الأكثر يسارية منه عبر تسميتها «يسارية مغالية»، وخصّت رايد بالذكر مجموعات تروتسكية أو أناركية أو نقابية أو تلك التي «دعمت مسار الحزب الشيوعي الصيني خلال الانقسام الصيني السوفيتي» (ص 7 -8)».
ذكر التروتسكيون وآخرون أن الشيوعية الدولية قد اتبعت إستراتيجية يسارية مغالية غير واقعية خلال فترتها الثالثة، وهذا ما اعترفت به الشيوعية الدولية لاحقًا عندما تحولت إلى إستراتيجية الجبهة المتحدة في 1934–1935. عُمّم هذا المصطلح في الولايات المتحدة من قبل حزب العمال الاشتراكيين خلال حرب فيتنام عن طريق استخدام المصطلح لوصف المعارضين في الحركة المناهضة للحرب من أمثال جيري هيلي. غالبًا ما ترتبط اليسارية المغالية بالطائفية اليسارية، إذ يمكن أن تولي منظمة اشتراكية مصالحها قصيرة المدى أهمية أكبر من اهتمامها بالمصالح طويلة المدى للطبقة العاملة وحلفائها.